# プロイェシュティ
プロイェシュティ （ルーマニア語:Ploieşti、古い綴りではPloeşti）は、ルーマニア、ムンテニア地方の都市。プラホヴァ県の県都である。首都ブカレストの北およそ56km地点にある。「黒い金の首都」の異名を持つ石油産業の旧中心地で、4つの製油所とその分野に関連したその他の工場がある。
日本語ではプロエシュチ、プロエシチならびプロイエシティ、プロエシュティ、プロイエスティなどの表記もある。

## 地理
プロイェシュティは、ムンテニア地方の真中にあり、ルーマニア平原の北部中央に位置している。北はブレジョイ、南はバルカネとブラジ、西はトゥルグショール・ヴェキ、東はブコヴの各コムナ（小自治体）と隣接している。ワイン生産地域のデアルル・マーレ＝カルガレアスカ谷の近くにあり、高山の観光地プラホヴァ谷への直接の入り口である。また、首都ブカレストとトランシルヴァニア、モルドバをつなぐ街道沿いに位置しているので、重要な交通の交差点でもある。
プロイェシュティ近郊には二つの大きな川が流れている。一つは南東に向かうプラホヴァ川、もう一つは北と東に向かうテレアジェン川である。市は、テレアジェン川の支流のドゥンブ川沿いに位置している。
プロイェシュティの面積は約60平方キロメートルを占めており、そのうち35平方キロメートルは郊外のコムナである。市は平野部に位置しているが、平均の標高は150メートルである。

## 歴史
町の創設の日付と、その最初の住人たちに関しては、書き残された証拠はわずかしか存在しない。歴史家ニコラエ・バルチェスクによれば、ミルチャ老公の時代には、プロイェシュティに行政機関「Căpitănie a Ploieştiului」が存在していた(1413年)という。記録から見れば、全ての歴史の記録は1503年までしか遡れず、その時のプロイェシュティの荷馬車引きのドラゴイ、トゥドル、ネァグ、その他の名前のあるブラショフの書類が、日付けの記された最初のものである。町の名は更に、ワラキア公ペトル若年公の署名のある、プロイェシュティのアヴルツとバルカネシュティの大臣コレシの間で5つの葡萄畑の売買が確認された、1567年の権利証書の中に見られる。
プロイェシュティの転換点は、ミハイ勇敢公による軍事作戦の基地となり、自営農民たちの村がワラキア公の市場の地位に昇格した1597年であった。公の支援を受け、17世紀から18世紀には貿易と手工業の中心として急速に栄えた。その発展は、近郊にある他の町トゥルグショールが只の村になるという衰退も遠因となった。
19世紀半ば、プロイェシュティ地方には世界有数の原油採掘および石油精製所が置かれていた。
プロイェシュティとブラショフをつなぐ道路が1864年に開通し、1882年に鉄道が敷かれた。多くの学校と病院がこの時代につくられた。
短期に終わったルーマニア王政に対する1870年の反乱時には、8月8日の1日だけ、「プロイェシュティ共和国」が宣言された。

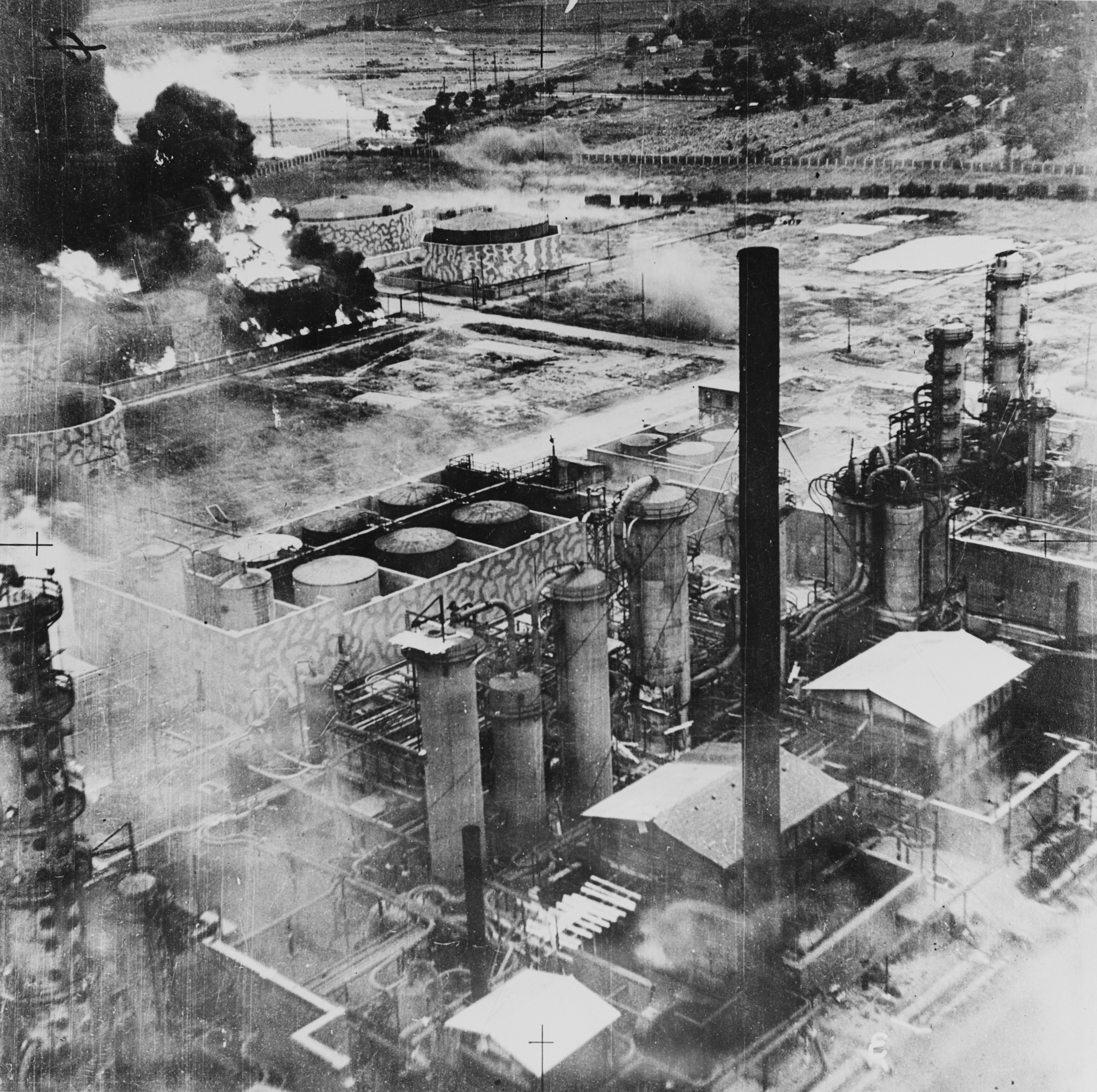
1943年8月、タイダルウェーブ作戦時のアメリカ空軍による爆撃の後、火災を起こしたプロイェシュティの石油タンク

2つの大戦間、地元工業は石油製造過程で沸騰した。外資系が大半を占める大手石油企業が市で操業を開始した。
共産主義政権の樹立までは、「プロエシュティ（Ploeşti）」の名が使われ、プラホヴァ県 (戦間期)の県都であった。
1940年11月の地震で大きな被害を受けたが、市は第二次世界大戦中、同盟していたナチス・ドイツの重要な石油提供地となった。飛行場から近かったために、プロイェシュティは連合国側の攻撃を受けた。
1943年8月3日、アメリカ空軍はベンガジからタイダルウェーブ作戦を決行し、178機のB-24が低空で強固な爆撃を精製所へ仕掛けた。空襲は地上に酷い損傷を与えたが、その殆どは修繕された。1944年にはイタリアの空軍基地から遣って来た米軍機が爆撃を行なった。1944年8月、遂にソビエト連邦軍がプロイェシュティを陥落させた。
戦後成立した共産主義政権は、大半が私有であった石油精製所を国有化した。そして国の近代化目的で原油・石油産業に手厚い投資を行い、戦争の傷跡を修復したが、その社会と経済の変化の状況の中で、都市の重要性は低下した。
1990年以降、町は再び経済的、文化的に発展することになった。

## 人口
プロイェシュティ市の人口は、近代に大変速いペースで増加した。これは、その時代の市の著しい経済的発展によって説明がつく。1810年には2024人だった住民は、1837年には3000人になり、ルーマニア統一の直後（1859年）は 26,468人、1884年には32,000人であった。
また1899年(45,107人)、1912年(56,460人)、1930年(79,149人)のデータを比較すると、プロイェシュティの人口の増加は、ブカレストとコンスタンツァを除いた、ルーマニア国内のすべての大都市より速度が早い。このことは、更に、石油の採掘の拡大を通じて説明できる。第二次世界大戦、特に爆撃によって引き起こされたプロイエシュティの人口の減少と消失は迅速に回復し、1948年1月に登録されていた住民は95,632人であった。
1930年の市の人口79,149人の 内訳はルーマニア人69,139人(87.3%)、ユダヤ人3,708人(4.6%)、マジャル人1,591人(2.0%)、ドイツ人1,307人(1.6%) ほかであった。宗教的な見地からの人口は、正教会69,458人(87.7%)、ユダヤ教3.843人(4.8%)、ローマ・カトリック教会2,629人(3.3%)、ルーテル教会1,115人(1.4%)、東方カトリック教会1,076人(1.3%)その他から構成されている。
現在の市の人口は、232,527人である。民族の構成は以下の通りである：
ルーマニア人: 225,570人 (97%)、 ロマ: 5,873人 (2.52%)、 マジャル人: 237人 (0.10%)、ドイツ人 (サシ): 148人、ギリシャ人: 108人、ユダヤ人: 65人、その他: (ロシア人、ウクライナ人、セルビア人): 526人 (0.23%)。

## 経済
世界初とも言われる製油所が1856年に建設されたことにより、早い時期から、既にプロイェシュティはヨーロッパで最大の石油生産地であり、工業都市であった。現在でも石油生産と精製、その分野に関連したその他の工業に、特に焦点を絞っている。地域での石油産出量は減少し続けているとはいえ、4つの製油所は今も操業し続けており、精製された石油はパイプラインでブカレスト、コンスタンツァの黒海の港、ジュルジュのドナウ川の港に向けて輸送されている。
産業全体における石油関連分野の事業の総額の割合は、39.6パーセントでトップを占めており、第2位の飲料・たばこ産業の17.7パーセント、3位のエネルギー産業（電気・火力・ガス・水力）に大きな差をつけている。その他、金属工業、化学工業と合成繊維産業、合成ゴムとプラスチック製品の加工、木材とその製品（セルロース、紙、ボール紙）製造、織物産業などが行われている。
プロイェシュティ近郊の、トゥルゴヴィシュテへ向かう幹線道路沿いには
「プロイェシュティ工業団地」があり、28以上の企業が活動している。
また、1989年のルーマニア革命の後、外国の企業からの多くの投資により、プロイェシュティは経済的に急速に成長した。OMV-ペトロム、ルクオイル、シェル・ガス、Timken、矢崎総業、コカ・コーラ、Efes Pilsener、ブリティッシュ・アメリカン・タバコ、Interbrewなど、多くの対外投資がプロイェシュティに集まっている。
2006年3月初頭、ユニリーバは、ブカレスト（オトペニ）から事業の拠点を移し、プロイェシュティに本部を建設するために300万ユーロを投資すると発表した。トゥルグ・ムレシュの食品製造工場も同市に移し、ルーマニアにおける全ての業務をプロイェシュティに集中させることになった。
さらに、カルフール、Metro、Selgros、Kaufland、Billa、Bricostore、PraktikerIntermarche、Profi、Mega Imageといった多くの小売業者が、プロイェシュティに店舗を展開している。ドイツの小売業者Tengelmannは、2010年までに120店舗の目標を自身に課し、2億ユーロを投資した。また、その発展を促進するため、プロイェシュティに倉庫を建設した。フランスの独立小売業者Intermarchéは、小売店Interexの事業で、バルカン諸国の流通の牽引車となろうとしている。ルーマニアで最初のInterexの店は、2002年6月にプロイェシュティに開店した。
市は農業が重要な産業である地域に位置しているが、農業面積は削減傾向にある。また、市内と郊外の地域では、製粉、ワイン製造、乳製品加工、食肉生産・加工など、農産物の加工産業が行われている。

## 交通
プロイェシュティは、商業道路の古くからの岐路に位置しており、現在も鉄道と道路の連絡地点となっている。国道DN1号線（欧州自動車道路E60号線の一部）、DN72号線が通っているが、将来はブカレストからブラショフ、シギショアラ、クルージュ＝ナポカを通りオラデアに向かう高速道路A3と、フォクシャニへ向かう高速道路A5（共に建設中）がプロイェシュティを通る予定である。
アンリ・コアンダ国際空港は市から45kmの距離にあり、そして、プラホヴァ谷のスキーリゾートへは車で1時間の距離である。
市は鉄道でブカレスト、ブザウ、ブラショフ、ウルジチェニ、トゥルゴヴィシュテなどと結ばれている。主要な連絡駅はプロイェシュティ南駅と西駅の二つあり、それに加えてブザウ方面に向かう東駅、マネチウ方面への北駅があり、市の南部には操車場とその駅がある。
市内の路線バス、トロリーバス、路面電車（プロイエシュティ市電）のネットワークは、公共交通機関Regia Autonomă de Transport Ploieşti (RATP Ploieşti)によって運行されており、合わせて34路線
ある。2006年にはそれまでのディーゼルエンジンのバスが25台、LPG車へと変えられた。
また、市内の道は800本以上の通りから成っていて、その全長は324kmになる。

## 観光
プロイェシュティは、1837年の大洪水、1843年の火災、1944年の爆撃、また1940年と1977年の地震など、たびたび自然的・社会的災害に見舞われ、歴史的建造物が破壊されるという歴史を経ているため、現在ではそうした価値のある建物はあまり残っていないと言える。
- 国立石油博物館　1957年のルーマニア石油産業100周年を記念して、1961年10月8日に開館した。ルーマニアでこの種の博物館は唯一であり、ルーマニアの石油産業の歴史に関する展示品を見ることができる。博物館の収蔵品は1994年には8000点以上になっている。

- 時計博物館　この種の博物館もルーマニアで唯一である。ヨーロッパの有名な職人の製作による時計のコレクションを持つ。最初は文化宮殿のホール内に設置されたが、その後独立した建物に置かれ、改修作業が行われて1972年1月にオープンした。現在、博物館は約1,000点のコレクションを所有している。陳列は一部のみ。

## スポーツ
- FCペトロルル・プロイェシュティ - サッカークラブチーム
- CSU Asesoftプロイェシュティ - バスケットボールクラブ

スポーツ施設としては、二つのFCそれぞれのサッカースタジアムに加え、スポーツホール「オリンピア」（1972年落成）、水泳プール「ベガ」、フィギュアスケートリンクや競馬場などがある。

## 出身の人物
- ニキタ・スタネスク（詩人）
- レオナルド・ドロフテイ（ボクシング選手）
- アリナ・ドゥミトル（柔道家）

## 姉妹都市
| - ベラト、アルバニア - ドニプロ、ウクライナ - ハルビン、中国 - フンチェシュティ、モルドバ - レフカダ、ギリシャ |  | - マラカイボ、ベネズエラ - オラル、カザフスタン - オシエク、クロアチア - ラドム、ポーランド - タルサ、アメリカ合衆国 |